# Mexican girl
Mexican girl is een lied van de band Smokie uit 1978. Het werd geschreven door Chris Norman en Pete Spencer. Het is een van de laatste grote hits van de band. De single, met You took me by surprise op de B-kant, werd internationaal een hit.
Het nummer werd verschillende malen gecoverd. In 1991 bracht Piet Veerman het uit op een single en op zijn album Future. Met zijn single wist hij geen hitnotering te behalen. In 2013 bleek het niettemin een klassieker toen zijn versie werd gekozen in de Volendammer Top 1000.

## Hitnoteringen (Smokie)

### Nederland en België
Nederlandse Top 40
| Hitnotering: 28-10-1978 t/m 16-12-78 | Hitnotering: 28-10-1978 t/m 16-12-78 | Hitnotering: 28-10-1978 t/m 16-12-78 | Hitnotering: 28-10-1978 t/m 16-12-78 | Hitnotering: 28-10-1978 t/m 16-12-78 | Hitnotering: 28-10-1978 t/m 16-12-78 | Hitnotering: 28-10-1978 t/m 16-12-78 | Hitnotering: 28-10-1978 t/m 16-12-78 | Hitnotering: 28-10-1978 t/m 16-12-78 | Hitnotering: 28-10-1978 t/m 16-12-78 |
| Week:                                | 1                                    | 2                                    | 3                                    | 4                                    | 5                                    | 6                                    | 7                                    | 8                                    |                                      |
| ------------------------------------ | ------------------------------------ | ------------------------------------ | ------------------------------------ | ------------------------------------ | ------------------------------------ | ------------------------------------ | ------------------------------------ | ------------------------------------ | ------------------------------------ |
| Positie:                             | 24                                   | 17                                   | 12                                   | 11                                   | 13                                   | 16                                   | 34                                   | 40                                   | uit                                  |

Nederlandse Nationale Hitparade
| Hitnotering: 28-10-1978 t/m 30-12-198778 | Hitnotering: 28-10-1978 t/m 30-12-198778 | Hitnotering: 28-10-1978 t/m 30-12-198778 | Hitnotering: 28-10-1978 t/m 30-12-198778 | Hitnotering: 28-10-1978 t/m 30-12-198778 | Hitnotering: 28-10-1978 t/m 30-12-198778 | Hitnotering: 28-10-1978 t/m 30-12-198778 | Hitnotering: 28-10-1978 t/m 30-12-198778 | Hitnotering: 28-10-1978 t/m 30-12-198778 | Hitnotering: 28-10-1978 t/m 30-12-198778 | Hitnotering: 28-10-1978 t/m 30-12-198778 | Hitnotering: 28-10-1978 t/m 30-12-198778 |
| Week:                                    | 1                                        | 2                                        | 3                                        | 4                                        | 5                                        | 6                                        | 7                                        | 8                                        | 9                                        | 10                                       |                                          |
| ---------------------------------------- | ---------------------------------------- | ---------------------------------------- | ---------------------------------------- | ---------------------------------------- | ---------------------------------------- | ---------------------------------------- | ---------------------------------------- | ---------------------------------------- | ---------------------------------------- | ---------------------------------------- | ---------------------------------------- |
| Positie:                                 | 26                                       | 14                                       | 10                                       | 13                                       | 12                                       | 16                                       | 21                                       | 37                                       | 37                                       | 38                                       |                                          |

Vlaamse Ultratop 30
| Hitnotering: 11-11-1978 t/m 16-12-1978 | Hitnotering: 11-11-1978 t/m 16-12-1978 | Hitnotering: 11-11-1978 t/m 16-12-1978 | Hitnotering: 11-11-1978 t/m 16-12-1978 | Hitnotering: 11-11-1978 t/m 16-12-1978 | Hitnotering: 11-11-1978 t/m 16-12-1978 | Hitnotering: 11-11-1978 t/m 16-12-1978 | Hitnotering: 11-11-1978 t/m 16-12-1978 |
| Week:                                  | 1                                      | 2                                      | 3                                      | 4                                      | 5                                      | 6                                      |                                        |
| -------------------------------------- | -------------------------------------- | -------------------------------------- | -------------------------------------- | -------------------------------------- | -------------------------------------- | -------------------------------------- | -------------------------------------- |
| Positie:                               | 24                                     | 16                                     | 14                                     | 17                                     | 21                                     | 24                                     | uit                                    |

Vlaamse BRT Top 30
| Positie: | 30 | 26 | uit | 18 | 12 | 12 | 25 | 27 | 18 | 27 | uit |

### Andere landen
| Land                | pieknotering | weken |
| ------------------- | ------------ | ----- |
| Duitsland           | 1            | 22    |
| Oostenrijk          | 2            | 20    |
| Zwitserland         | 4            | 12    |
| Ierland             | 4            | 10    |
| Zweden              | 16           | 1     |
| Verenigd Koninkrijk | 19           | 9     |